# Bhamidipati Sai Praneeth
Bhamidipati Sai Praneeth (10 de agosto de 1992) es un deportista indio que compite en bádminton. Ganó una medalla de bronce en el Campeonato Mundial de Bádminton de 2019, en la prueba individual.

## Palmarés internacional
| Campeonato Mundial | Campeonato Mundial | Campeonato Mundial | Campeonato Mundial |
| Año                | Lugar              | Medalla            | Prueba             |
| ------------------ | ------------------ | ------------------ | ------------------ |
| 2019               | Basilea (Suiza)    | Medalla de bronce  | Individual         |